# 가누마시
가누마시(일본어: 鹿沼市)는 일본 간토 지방 북부, 도치기현 중부에 있는 시이다.
사쓰키와 경석토(鹿沼土) 산지로 유명하며 2006년 1월 1일에 인접하는 가미쓰가군 아와노정을 편입해 인구 약 10만 명으로 도치기현 6위의 인구가 되었다. 5월이 되면 가누마 5월 축제가 개최되며, 축제 기간에 구로가와강 하천 부지에서 불꽃이 오른다. 가을 축제도 볼 만한 곳으로 조각이 들어간 포장마차가 마을에서 줄지어 개업한다. 이 축제는 원래는 기우제에서 시작된 것이라고 한다. 조용한 도시이지만 우쓰노미야시의 주택 지역이기도 해 최근에는 인구가 많아지고 있고 옛날 정도의 고요함은 없다.
지금도 이타가 지구의 구로가와강 상류에서는 송어나 곤들매기 등이 잡힌다. 이타가 지구는 에도 막부의 8대 쇼군 도쿠가와 요시무네의 치세에 조선 통신사가 쇼군에 헌상한 고려 인삼을 재배한 곳이며 현재 그곳은 이타가 초등학교가 되어 있다. 근대에 들어서 지방특색산업으로 가구나 제재 등 목공업이 번성하고 있다.

## 역사
- 1890년 - 일본 철도 닛코 지선(현 JR 닛코선)이 개통하였다.
- 1948년 10월 10일 - 가미쓰가군 가누마정이 시로 승격해 가누마시가 되었다.
- 1964년 - 목공 단지가 조성되었다.
- 1969년 - 가누마 공업단지가 조성되었다.
- 2006년 1월 1일 - 가미쓰가군 아와노정을 편입하였다.

## 교통

### 철도
- 동일본 여객철도 닛코선
- 도부 철도 닛코선

### 도로
- 도호쿠 자동차도
- 국도 제121호선
- 국도 제293호선
- 국도 제352호선

## 인구
| 연도 | 인구    | ±%     |
| ---- | ------- | ------ |
| 1920 | 68,981  | —      |
| 1930 | 74,561  | +8.1%  |
| 1940 | 77,462  | +3.9%  |
| 1950 | 98,504  | +27.2% |
| 1960 | 91,896  | −6.7%  |
| 1970 | 89,196  | −2.9%  |
| 1980 | 95,999  | +7.6%  |
| 1990 | 101,098 | +5.3%  |
| 2000 | 104,764 | +3.6%  |
| 2010 | 103,257 | −1.4%  |

## 기후
| 가누마시의 기후                                              | 가누마시의 기후 | 가누마시의 기후 | 가누마시의 기후 | 가누마시의 기후 | 가누마시의 기후 | 가누마시의 기후 | 가누마시의 기후 | 가누마시의 기후 | 가누마시의 기후 | 가누마시의 기후 | 가누마시의 기후 | 가누마시의 기후 | 가누마시의 기후 |
| 월                                                           | 1월             | 2월             | 3월             | 4월             | 5월             | 6월             | 7월             | 8월             | 9월             | 10월            | 11월            | 12월            | 연간            |
| ------------------------------------------------------------ | --------------- | --------------- | --------------- | --------------- | --------------- | --------------- | --------------- | --------------- | --------------- | --------------- | --------------- | --------------- | --------------- |
| 역대 최고 기온 °C (°F)                                       | 17.0 (62.6)     | 21.6 (70.9)     | 26.2 (79.2)     | 29.5 (85.1)     | 34.0 (93.2)     | 37.0 (98.6)     | 37.0 (98.6)     | 37.1 (98.8)     | 35.6 (96.1)     | 32.6 (90.7)     | 24.0 (75.2)     | 23.2 (73.8)     | 37.1 (98.8)     |
| 일평균 최고 기온 °C (°F)                                     | 8.1 (46.6)      | 9.0 (48.2)      | 12.5 (54.5)     | 17.9 (64.2)     | 22.5 (72.5)     | 25.2 (77.4)     | 28.8 (83.8)     | 30.1 (86.2)     | 26.4 (79.5)     | 20.9 (69.6)     | 15.5 (59.9)     | 10.4 (50.7)     | 18.9 (66.1)     |
| 일일 평균 기온 °C (°F)                                       | 1.5 (34.7)      | 2.4 (36.3)      | 6.0 (42.8)      | 11.5 (52.7)     | 16.8 (62.2)     | 20.4 (68.7)     | 23.9 (75.0)     | 24.9 (76.8)     | 21.3 (70.3)     | 15.5 (59.9)     | 9.3 (48.7)      | 3.8 (38.8)      | 13.1 (55.6)     |
| 일평균 최저 기온 °C (°F)                                     | −3.5 (25.7)     | −3.0 (26.6)     | 0.1 (32.2)      | 5.5 (41.9)      | 11.6 (52.9)     | 16.3 (61.3)     | 20.3 (68.5)     | 21.2 (70.2)     | 17.4 (63.3)     | 11.1 (52.0)     | 4.2 (39.6)      | −1.1 (30.0)     | 8.3 (47.0)      |
| 역대 최저 기온 °C (°F)                                       | −10.9 (12.4)    | −11.3 (11.7)    | −9.3 (15.3)     | −4.7 (23.5)     | 1.0 (33.8)      | 7.8 (46.0)      | 11.4 (52.5)     | 12.2 (54.0)     | 5.5 (41.9)      | 0.1 (32.2)      | −4.3 (24.3)     | −9.1 (15.6)     | −11.3 (11.7)    |
| 평균 강수량 mm (인치)                                        | 40.9 (1.61)     | 37.5 (1.48)     | 91.8 (3.61)     | 125.7 (4.95)    | 153.0 (6.02)    | 203.6 (8.02)    | 239.3 (9.42)    | 240.4 (9.46)    | 246.1 (9.69)    | 186.1 (7.33)    | 75.8 (2.98)     | 37.2 (1.46)     | 1,677.2 (66.03) |
| 평균 강수일수 (≥ 1.0 mm)                                     | 4.0             | 5.0             | 8.7             | 10.6            | 11.8            | 14.8            | 15.7            | 13.8            | 13.5            | 10.1            | 6.5             | 4.1             | 118.6           |
| 평균 월간 일조시간                                           | 206.4           | 194.5           | 196.1           | 187.8           | 177.5           | 120.6           | 128.2           | 153.4           | 122.6           | 139.3           | 166.7           | 195.2           | 1,988.4         |
| 출처: 일본 기상청 (평년값: 1991년~2020년, 극값: 1978년~현재) |                 |                 |                 |                 |                 |                 |                 |                 |                 |                 |                 |                 |                 |

## 같이 보기
- 가누마 흙